# 愛上就會死的女人奉順
《愛上就會死的女人奉順》（韓語：사랑하는 여자 봉순이）為韓國自2016年5月14日起播出的網絡電視劇，myVideo獨家播出，由曹圭賢及尹邵熙主演，文智英擔任編劇。

## 劇情概要
電視劇《愛上就會死的女人奉順》是講述一旦產生感情就會斷電的女機器人禹奉順和天才IT工程師金洙成的愛情喜劇。

## 演出陣容

### 主要人物
| 角色   | 演員   | 介紹                                         |
| 金洙成 | 曺圭賢 | 天才程式師，科學研究隊最年輕的隊長。         |
| 禹奉順 | 尹邵熙 | 一旦產生感情就會斷電的女機器人。             |
| 邊栽範 | 池一株 | 金洙成的死黨、後輩且是競爭對手的IT企業常務。 |

## 音樂

### OST
| 曲序 | 曲目 |
| ---- | ---- |

## 製作
《愛上就會死的女人奉順》是一部高品質UHD網劇，為打破觀眾對一般網劇的偏見，該劇採用了UHD（超高清）手法製作，還被韓國電波振興協會評為「2015年次時代放送用劇」。